# Friedrich Paulsen
Friedrich Paulsen (født 16. juli 1846, Langhorn, død 14. august 1908) var en tysk nykantianistisk filosof og lærer.